# ولیکا لوکا، گروسوپلیه
ولیکا لوکا، گروسوپلیه (اسلوونیایی: Velika Loka, Grosuplje) یک زیستگاه انسانی در اسلوونی است که در Grosuplje Municipality واقع شده‌است.

## خصوصیات
ولیکا لوکا ۲٫۵۶ کیلومترمربع مساحت و ۲۳۷ نفر جمعیت دارد و ۳۲۸٫۸ متر بالاتر از سطح دریا واقع شده‌است.